# Lista jocurilor video Metroid
Această listă conține o enumerare a jocurilor video Metroid, create de Nintendo.
| Titlu                       | Sistem              | Data lansării     | Japonia | Statele Unite ale Americii | Uniunea Europeană |
| --------------------------- | ------------------- | ----------------- | ------- | -------------------------- | ----------------- |
| Metroid                     | Famicom Disk System | 1986              | DA      | NU                         | NU                |
| Metroid                     | NES                 | 1987              | NU      | DA                         | DA                |
| Metroid II: Return of Samus | Game Boy            | noiembrie 1991    | DA      | DA                         | DA                |
| Super Metroid               | Super NES           | 19 martie 1994    | DA      | DA                         | DA                |
| Metroid Prime               | Nintendo GameCube   | 17 noiembrie 2002 | DA      | DA                         | DA                |
| Metroid: Fusion             | Game Boy Advance    | 17 noiembrie 2002 | DA      | DA                         | DA                |
| Metroid: Zero Mission       | Game Boy Advance    | 2 februarie 2004  | DA      | DA                         | DA                |
| Classic NES Series: Metroid | Game Boy Advance    | 2004              | DA      | DA                         | DA                |
| Metroid Prime 2: Echoes     | Nintendo GameCube   | 15 noiembrie 2004 | DA      | DA                         | DA                |
| Metroid Prime: Pinball      | Nintendo DS         | 24 octombrie 2005 | DA      | DA                         | DA                |
| Metroid Prime Hunters       | Nintendo DS         | 20 martie 2006    | DA      | DA                         | DA                |
| Metroid Prime 3: Corruption | Wii                 | 27 august 2007    | DA      | DA                         | DA                |
| Metroid Prime Trilogy       | Wii                 | 24 august 2009    | NU      | DA                         | DA                |
| Metroid: Other M            | Wii                 | 31 august 2010    | DA      | DA                         | DA                |